# Estació de Xirivella-Alqueries
L'estació de Xirivella-Alqueries és un baixador ferroviari situat a Xirivella. Disposa de serveis de mitjana distància i forma part de la línia C-3 de Rodalies València.

## Situació ferroviària
L'estació es troba en el punt quilomètric 82,7 de la línia fèrria 310 de la xarxa ferroviària espanyola que uneix Aranjuez amb València. Més concretament aquest quilometratge té a veure amb la secció Utiel-València on Utiel es pren com pk.0. Prenent la línia en el seu conjunt el pk. corresponent és el 345,7. El tram és de via única i està sense electrificar.

## L'estació
No forma part de les parades originals del traçat, ja que va ser construïda en 1999 a causa de l'expansió de Xirivella cap a l'oest pel que es va alçar una andana al costat de la via sense modificar el recorregut existent.

## Serveis ferroviaris

### Mitjana Distància
L'estació compta amb serveis de Mitjana Distància que la uneixen principalment amb Madrid, Conca, i València.
| Línia MD | Trens    | Origen/Destinació      |  | Destinació/Origen    |
| -------- | -------- | ---------------------- |  | -------------------- |
| 48'      | Regional | Madrid-Chamartín Conca |  | València-Sant Isidre |

### Rodalies
Forma part de la línia C-3 de Rodalies València.